# Christiane zu Mecklenburg

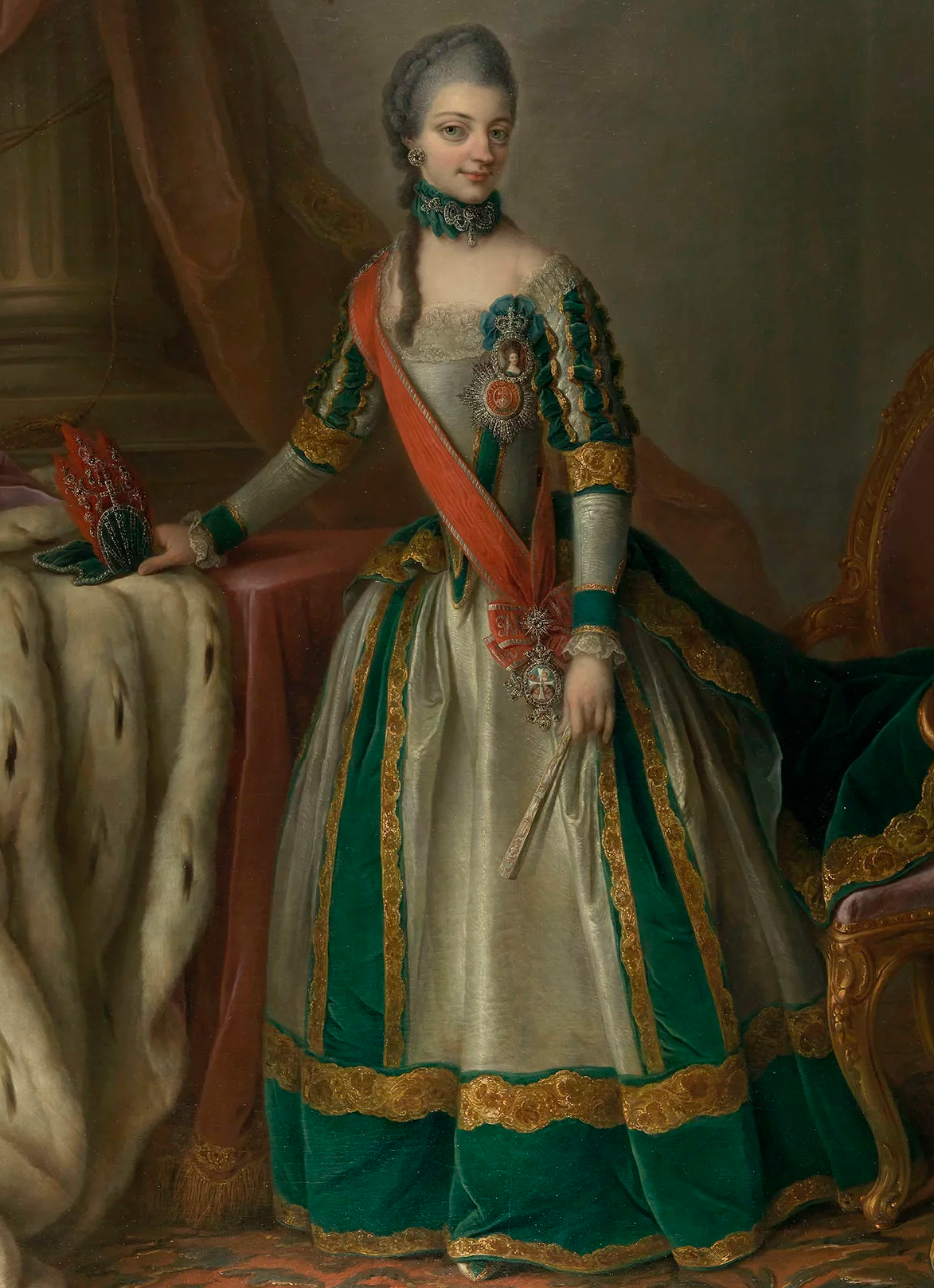
Christiane Herzogin zu Mecklenburg-Strelitz

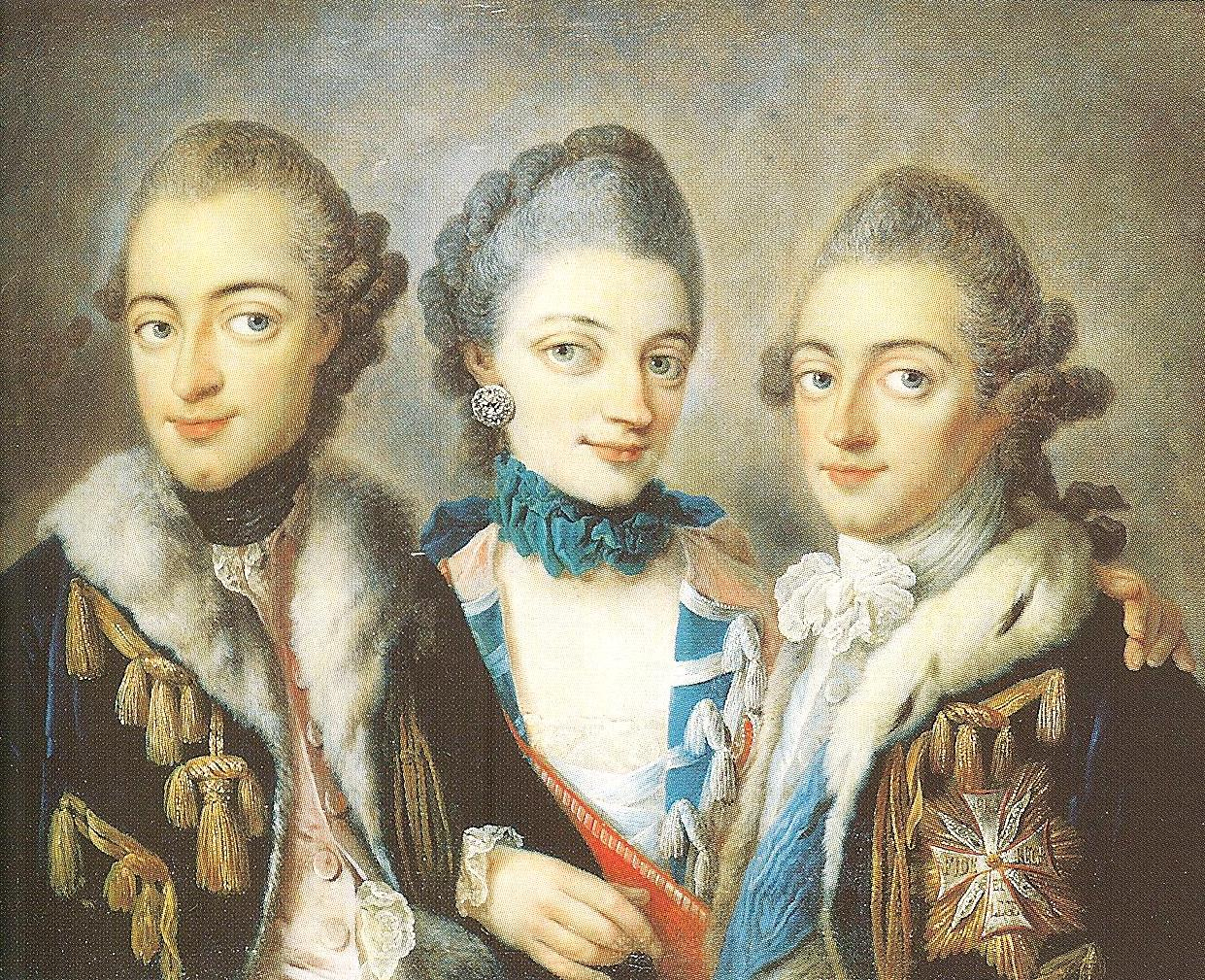
Christiane mit ihren Brüdern Ernst (links) und Adolf Friedrich (1766)

Christiane Herzogin zu Mecklenburg (-Strelitz), vollständiger Name Christiane/a Sophie/a Albertine/a, auch Christina, allgemein Prinzess Christel genannt (* 6. Dezember 1735 in Mirow; † 31. August 1794 in Neustrelitz), war eine Angehörige des herzoglichen Hauses von Mecklenburg-Strelitz.

## Leben

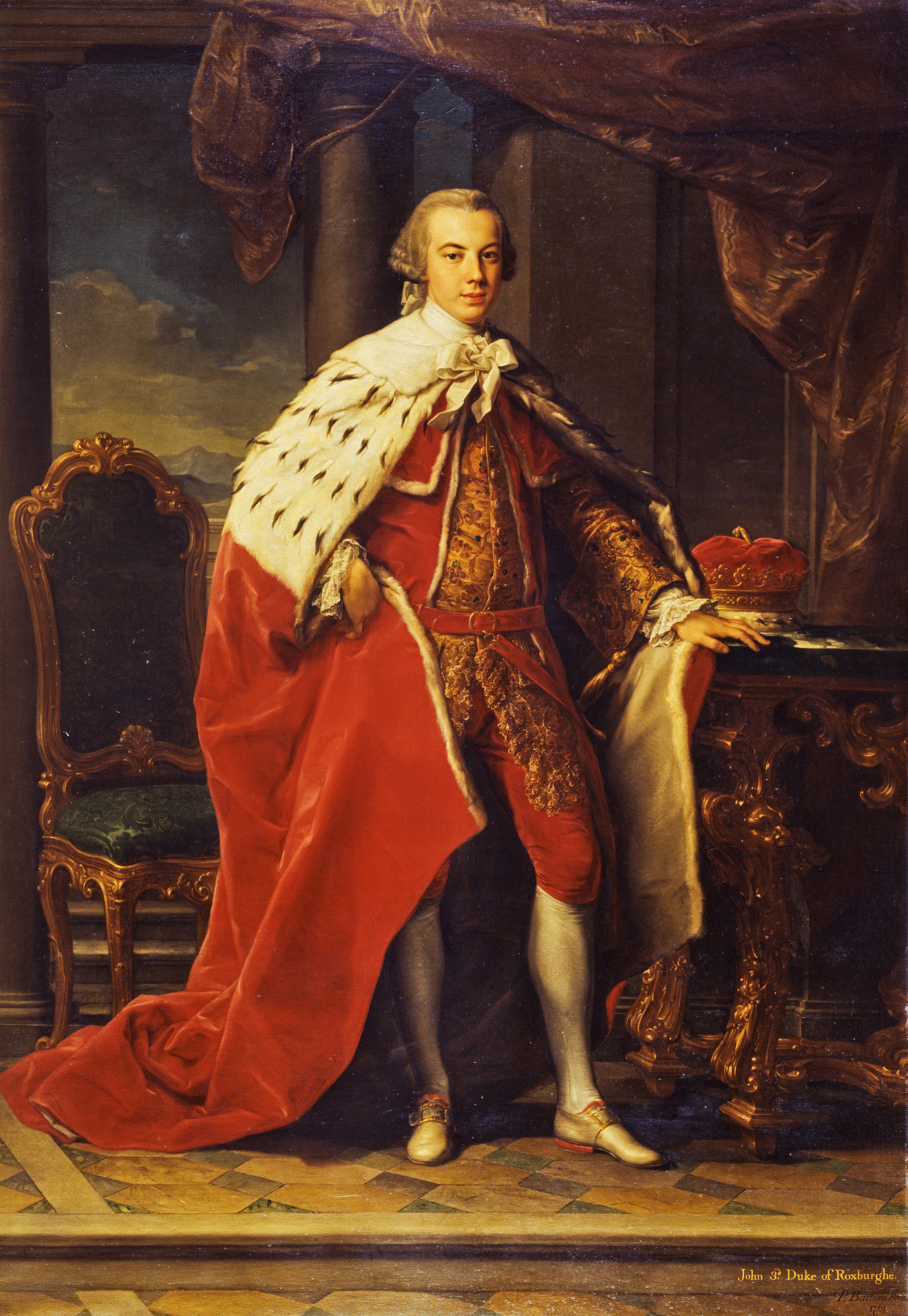
Christianes unglückliche Liebe: John Ker, 3rd Duke of Roxburghe (Gemälde von Pompeo Batoni, 1761)

Prinzessin Christiane war das älteste Kind des in Mirow apanagierten Prinzen Karl (Ludwig Friedrich) und der Elisabeth Albertine, geb. Prinzessin von Sachsen-Hildburghausen. Zwei ihrer Brüder wurden Regenten von Mecklenburg-Strelitz: Adolf Friedrich IV. (Mecklenburg) und Karl II. (Mecklenburg). Ihre Schwester (Sophie) Charlotte wurde als Frau von Georg III. Königin von Großbritannien.
Zusammen mit ihren Geschwistern erhielt sie in Mirow eine umfassende Erziehung, unter anderem durch Friderike Elisabeth von Grabow und Gottlob Burchard Genzmer. Sie soll fließend Latein, Griechisch und Französisch beherrscht haben und las mit Vorliebe Schriftsteller des klassischen Altertums in der Ursprache.
Bei seiner Grand Tour durch Europa im Jahr 1761, die auch der Brautschau für Georg III. diente, verliebte sich John Ker, 3rd Duke of Roxburghe in sie. Die Heirat ihrer jüngeren Schwester Charlotte mit König Georg III. machte diese Verbindung jedoch protokollarisch unmöglich; beide blieben daraufhin ihr Leben lang unverheiratet.
Christiane lebte bei ihrem ebenfalls unverheirateten Bruder Adolf Friedrich IV. in Neustrelitz und übernahm repräsentative Aufgaben. 1767 traf Thomas Nugent sie hier; später wurde sie Kanonissin im Stift Herford, behielt ihre Residenz jedoch in Neustrelitz. Seit dem 13. Januar 1766 war sie Dame des Russischen Ordens der Heiligen Katharina, 1. Klasse.
Sie starb kurz nach ihrem Bruder Adolf Friedrich und wurde in der Fürstengruft in Mirow beigesetzt.

## Literarische Figur
Fritz Reuter setzte ihr als Prinzess Christel bzw. Christel-Swester im Dörchläuchting (1866) ein literarisches Denkmal.